# ويليان سانتياغو
ويليان سانتياغو (1991 - 4 مايو 2021) رسام ومصمم جرافيك وأستاذ برازيلي معروف دوليًا بأعماله المليئة بالألوان النابضة بالحياة والاستنساخ الرقمي لضربات الفرشاة والأنسجة الطبيعية، وقد رسم العديد من الكتب في البرازيل والخارج، بالإضافة إلى المجلات والحملات الإعلانية للعلامات التجارية الشهيرة.
في عام 2017 فاز سانتياغو بجائزة جابوتي، في فئة الأطفال الرقمية، عن الرسوم التوضيحية لكتاب الأطفال الأول للمؤلف لويس فرناندو فيريسيمو، المسمى أو ستيمو غاتو، والذي كان جزءًا من مجموعة إيتاو كريانسا لكتب الأطفال.

## السيرة الشخصية
ولد سانتياغو في كورنيليو بروكوبيو بارانا، وتخرج من جامعة ولاية لوندرينا، وبدأ العمل في البداية مع العلامات التجارية التي تركز على الموضة. لطالما أحب الرسم ولكن مع ظهور الإنترنت فقط تمكن من إثبات نفسه كرسام.
في عام 2014 عندما افتتح استوديو الرسم الخاص به، بدأ التعاون مع أسماء كبيرة مثل. من خلال الجمع بين الألوان عالية التباين والميزات المدهشة، كان لدى سانتياغو أيضًا أعمالًا منشورة في الخارج مثل إنجلترا، حيث شارك مع ناشرين آخرين، مثل غلاف كتاب الطائر المحاكي، الذي كتبته كاثرين إرسكين في عام 2010، وفي ألمانيا حيث صنع غلاف مجلة فرايدي، بالإضافة إلى فرنسا وجنوب إفريقيا وإيطاليا والولايات المتحدة وكوريا الجنوبية وغيرها.

## الوفاة
توفي سانتياغو في 4 مايو 2021، عن عمر يناهز 30 عامًا، بسبب مضاعفات كوفيد 19، بعد أن أمضى حوالي شهر في وحدة العناية المركزة بمستشفى خاص في مدينة لوندرينا بارانا.